# DMF14系エンジン
DMF14系エンジンは、アメリカ合衆国のディーゼルエンジンメーカー、 カミンズ製NTA855-RおよびN14-R系列（以下、Nシリーズと記述）エンジンの、JRグループにおける呼称である。第三セクター鉄道で採用されたNシリーズはメーカー型式をそのまま用いているが、併せて記述する。

## 概要
カミンズNシリーズは、1950年代に設計されたNHシリーズを源流とする歴史の長いエンジンで、大型自動車から建設機械、船舶、内燃力発電まで幅広く用いられてきた。直列6気筒バージョンとしては、672（内径47⁄8″×行程6″、以下同じ）、743（51⁄8″×6″）、855（51⁄2″×6″）、927（51⁄2″×61⁄2″）の各排気量（立方インチ表記）が設定されていた。型式の数字は総排気量に由来するが、1980年代中頃に立方インチからリットルに表記が改められると同時に、ターボチャージャーを表す“T”、アフタークーラーを表す“A”が省略された（NTA855 → N14）。1990年に電子式燃料噴射制御“CELECT”（Cummins Electronic Engine Control）、1997年には改良型の“CELECT Plus”を採用、これらは型式がN14Eとなった。先進国では排出ガス規制強化により、2001年に後継のXシリーズに置き換えられ、以後は主に規制の緩い途上国向けとして生産されている（N14Eの規制適合はEPA Tier 2どまり）。
鉄道車両用としては、Nシリーズを横型化（水平シリンダ化）し全高を抑えたタイプ（型式に-Rが付く）が気動車用エンジンとして世界的に広く採用されていた（日本国外の近隣諸国での採用例は後述の台湾のほかに韓国鉄道公社（旧鉄道庁）の9501系気動車がある）。横型の気動車用Nシリーズはイギリス・スコットランドのショッツ工場（1998年3月閉鎖）で生産されていたが、インドなどの新興国に生産拠点を移転している。
上述のように、Nシリーズの排出ガス規制適合はEPA Tier 2にとどまるため、2022年現在、カミンズは、公式サイト（日本語版）においてNシリーズを鉄道車両用エンジンとしてラインナップしておらず、過去の形式となっている。鉄道車両向けにラインナップされているのは上述のXシリーズ及びクアンタムシリーズであり、また気動車（DMU）向けの水平シリンダー型への対応例として、公式サイトではクアンタムシリーズのQSK19（直列6気筒・750hp）を挙げている。
排出ガス規制の関係で、2019年現在カミンズの鉄道車両用エンジンのカタログにNシリーズは掲載されていないが、カミンズ台湾法人の公式サイトにはN14-R系列の記載がある。

## 日本国内での導入
カミンズNシリーズは、日本の鉄道車両メーカーが製造する輸出向け気動車（台湾鉄路管理局のDR2700型気動車、DR3000型気動車、 DR3100形気動車、DR1000形気動車など）に搭載されていたが、国産エンジンに固執していた日本国有鉄道では採用されなかった。日本国内向け鉄道車両としては、大井川鉄道DD20形ディーゼル機関車が初めてNシリーズ（直立シリンダタイプ）を採用した。
国内向け気動車へのNシリーズの採用は、国鉄分割民営化後の1988年に東日本旅客鉄道（JR東日本）がエンジンのコンペを企画し、小松製作所（コマツ）製および新潟鐵工所（現・IHI原動機）製エンジンとともにカミンズNTA855-R1エンジンをキハ58形気動車に搭載し、1年間の営業試験走行を行ったことに始まる。試験終了後、JR東日本ではキハ110系気動車などの新製気動車や、旧年式気動車のエンジン換装にNシリーズをDMF14HZ系列として採用した。その後のキハE130系気動車以降の一般形気動車の新形式では小松製作所製SA6D140H系エンジンをDMF15HZ系列として採用して以降同系列に移行していたが、2017年製造の事業用気動車キヤE195系気動車のみ原設計がJR東海向けであったことから最後に採用した2002年製造の事業用気動車のキヤE193系気動車以来15年ぶりの採用となった。
1989年には、東海旅客鉄道（JR東海）がキハ85系気動車に国内向け新製気動車としては初めてカミンズNTA855-R1エンジンを採用、国鉄式呼称に“C-”を付けC-DMF14HZと称した。以後、JR東海はキハ40系気動車などのエンジン換装も含め、全ての気動車用エンジンをNシリーズに統一した。
なお、日本国内には鉄道車両用ディーゼルエンジンに対する排出ガス規制が存在せず
、2010年代に至っても後継形式のXシリーズやクアンタムシリーズの採用はなくNシリーズの導入が続くという、欧米では見られない現象が続いている（上記カタログ参照）。大手ユーザーの東海旅客鉄道（JR東海）の非電化区間用の最新形式（2022年現在）であるHC85系においても、Nシリーズエンジンを搭載している。

## 諸元
Nシリーズ（気動車用）共通項目
- 形式：4サイクル・水冷・横型・直列
- 動弁機構：OHV4弁
- 燃焼方式：直接噴射式
- 吸気方式：排気タービン過給・アフタークーラーによる給気冷却
- シリンダ数：6
- 内径×行程：5.50 in×6.00 in（139.7 mm×152.4 mm）
- 総排気量：855 cu in（14,015 cc）
- 点火順序：1 - 5 - 3 - 6 - 2 - 4
- 圧縮比：14.0 - 17.0（仕様によって異なる）

N14-R系列各型式の相違は以下の通り。
| 型式    | 燃料噴射制御                 | 定格出力 kW(HP) / rpm | 最大トルク N‧m(lb-ft) / rpm | 適合排出ガス規制 |
| ------- | ---------------------------- | --------------------- | --------------------------- | ---------------- |
| N14-R   | 機械式 (PT：Pressure Time式) | 261 (350) / 2,100     | 1,485 (1,095) / 1,200       | 不明             |
| N14-R1  | 機械式 (PT：Pressure Time式) | 309 (414) / 2,000     | 1,654 (1,220) / 1,200       | 不明             |
| N14-R2  | 機械式 (PT：Pressure Time式) | 332 (445) / 2,000     | 1,898 (1,400) / 1,200       | 不明             |
| N14-R3  | 機械式 (PT：Pressure Time式) | 354 (475) / 2,100     | 1,932 (1,425) / 1,200       | 不明             |
| N14E-R  | 電子式 (CELECT Plus)         | 298 (400) / 2,100     | 1,969 (1,452) / 1,200       | EPA Tier 2       |
| N14E-R1 | 電子式 (CELECT Plus)         | 309 (414) / 2,100     | 1,966 (1,451) / 1,200       | EPA Tier 2       |
| N14E-R2 | 電子式 (CELECT Plus)         | 336 (450) / 2,100     | 2,000 (1,475) / 1,200       | EPA Tier 2       |
| N14E-R3 | 電子式 (CELECT Plus)         | 386 (518) / 2,100     | 2,350 (1,733) / 1,200       | EPA Tier 2       |

## 主な搭載車種

### JRグループ
C-DMF14HZ（NTA855-R1)
- JR東海キハ85系気動車
- JR東海の保有したキハ40系気動車（機関更新車）
- JR東海の保有したキハ58形気動車（更新車、5000・5100番台）

C-DMF14HZA（NTA855-R1)
- JR東海キハ11形気動車

C-DMF14HZB（NTA855-R1)
- JR東海キハ75形気動車
- JR東海キヤ95系気動車（第1編成）
- JR東海キハ40系気動車（1997年以降の機関更新車）
- JR東海キハ11形気動車（300番台）

C-DMF14HZC（N14E-R)
- JR東海キヤ95系気動車（第2編成）
- JR東海キヤ97系気動車（JR東日本向けキヤE195系、JR四国向け9000系を含む）

C-DMF14HZD（N14E-R)
- JR東海キハ25形気動車

C-DMF14HZE（N14E-R)
- JR東海キハ25形気動車（1000・1500番台）

C-DMF14HZF（N14E-R)
- JR東海HC85系気動車

DMF14HZ（NTA855-R1)
- JR東日本キハ100形気動車（キハ100-1、-3のみ）
- JR東日本のエンジン更新車（DMH17系エンジン搭載車やキハ40系などが対象）

DMF14HZA（NTA855-R4)
- JR東日本キハ110系気動車

DMF14HZB（N14-R)
- JR東日本キヤE193系気動車

### 私鉄・第三セクター鉄道
NTA855-R1
- 名古屋鉄道

キハ8500系 - 後に会津鉄道へ譲渡。さらに一部はマレーシアのサバ州立鉄道へ譲渡
- 天竜浜名湖鉄道

TH3000形
N14-R系列
- 会津鉄道

AT-400形
AT-500形・AT-550形
AT-600形・AT-650形
AT-700形・AT-750形
- 天竜浜名湖鉄道

TH2100形・TH9200形
- 伊勢鉄道

イセIII
- のと鉄道

NT200形
NT300形
この他、JR東日本からキハ40形を譲受した小湊鉄道、北条鉄道も、カミンズ製エンジンに機関更新された車両を譲受したため使用者となった。